# Thaumatodracon wiedenrothi
Thaumatodracon wiedenrothi è un rettile marino estinto, appartenente ai plesiosauri. Visse nel Giurassico inferiore (Sinemuriano, circa 195 - 191 milioni di anni fa) e i suoi resti fossili sono stati ritrovati in Inghilterra. 

## Descrizione
Questo animale è noto per uno scheletro incompleto ma ben conservato, comprendente cranio, mandibola e vertebre cervicali. Nonostante l'antichità, Thaumatodracon doveva essere un rettile marino di dimensioni piuttosto grandi: il solo cranio era lungo circa 80 centimetri, ed è probabile che un esemplare completo potesse raggiungere i 4-5 metri di lunghezza. Come tutti i suoi stretti parenti (i romaleosauridi) Thaumatodracon era caratterizzato da un cranio allungato e abbastanza piatto, dalla regione posteriore espansa, e dalla punta del muso a forma di rosetta con denti acuminati e allungati. Le zampe, come tutti i plesiosauri, erano trasformati in strutture simili a pagaie. Thaumatodracon si distingueva dagli altri romaleosauridi per la presenza di una depressione trasversale pronunciata sul margine posteriore del ramo dorsale dell'osso squamoso, e per la presenza di processi basioccipitali triangolari che si assottigliavano anteriormente. Tra le altre caratteristiche di questo taxon, da ricordare un rostro premascellare corto, cinque denti premascellari, la sutura tra mascella e premascella anteriore alle narici esterne, le ossa frontali in contatto, spine neurali cervicali con un apice espanso.

## Classificazione
Thaumatodracon wiedenrothi venne descritto per la prima volta nel 2017, sulla base di un fossile ritrovato in Inghilterra, nella zona di Lyme Regis, in terreni risalenti al Sinemuriano. Thaumatodracon è considerato un rappresentante dei romaleosauridi, un gruppo di plesiosauri arcaici dotati di una grande testa e di un collo piuttosto corto. In particolare, sembra che Thaumatodracon condividesse alcune caratteristiche con romaleosauridi più antichi (come Atychodracon ed Eurycleidus) e altre con alcuni romaleosauridi del Toarciano (ad esempio Rhomaleosaurus e Meyerasaurus). Analisi cladistiche dimostrerebbero una posizione piuttosto derivata all'interno del gruppo. Thaumatodracon è stratigraficamente e anatomicamente intermedio tra i romaleosauridi arcaici e quelli più derivati, e in ogni caso rappresenta uno dei primi grandi plesiosauri noti. 